# Жіночий Євробаскет
Жіночий Євробаскет (англ. EuroBasket Women) — міжнародний турнір серед європейських жіночих збірних з баскетболу, проводиться раз на 2 роки під егідою ФІБА. Перший турнір проведений в 1938 році в Італії. Найбільше чемпіонками Європи ставала збірна СРСР — 21 раз, другий показник у збірної Іспанії — 4 титули.
Чинний володар титулу — збірна Бельгії.
Євробаскет є кваліфікаційним турніром для відбору збірних на чемпіонат світу та олімпійські ігри.
З 1935 року проводиться аналогічний турнір для чоловіків.

## Історія
Перший чемпіонат Європи серед жінок відбувся у 1938 році у Римі, де золото здобули господарки італійки.
Наступний чемпіонат відбувся після Другої світової війни в Угорщині у 1950 році, де перемогу здобула збірна СРСР, яка домінувала на турнірі аж до свого зникнення у 1991 році через розпад СРСР, радянські баскетболістки виграли 21 турнір з 22-х в яких брали участь.
На початку 90-х років минулого століття із занеподом соцтабору зникли з карт світу Чехословаччина та Югославія, але такого домінування балканських збірних та збірної Литви, як в чоловічому турнірі не відбулось. Натомість новим фаворитів стала збірна Іспанії, яка здобула золото  у 1993 році та додала ще три золоті нагороди у 2013, 2017 та 2019 роках. Дев'яності роки ознаменувались новими чемпіонками Європи: Україна (1995), Литва (1997), Польща (1999). На початку 2000-х років цей список поповнили Франція (2001), Росія (2003) та Чехія (2005).
Росіянки ще двічі здобули золоті нагороди у 2007 та 2011, натомість француженки трімфували у 2009 році.
Збірна Сербії двічі здобула золоті медалі у 2015 та 2021 роках.
У 2023 році бельгійки вперше стали чемпіонками Європи обігравши у фіналі іспанок з рахунком 64–58.

## Результати

### Переможці та призери змагань
| Рік  | Місце фіналу                   | Гра за «золото» | Гра за «золото» | Гра за «золото» | Гра за «бронзу» | Гра за «бронзу» | Гра за «бронзу» |
| Рік  | Місце фіналу                   | Золото          | Рахунок         | Срібло          | Бронза          | Рахунок         | Четверте місце  |
| ---- | ------------------------------ | --------------- | --------------- | --------------- | --------------- | --------------- | --------------- |
| 1938 | (Рим)                          | Італія          |                 | Литва           | Польща          |                 | Франція         |
| 1950 | (Будапешт)                     | СРСР            |                 | Угорщина        | Чехословаччина  |                 | Франція         |
| 1952 | СРСР (Москва)                  | СРСР            |                 | Чехословаччина  | Угорщина        |                 | Болгарія        |
| 1954 | Югославія (Белград)            | СРСР            |                 | Чехословаччина  | Болгарія        |                 | Угорщина        |
| 1956 | Чехословаччина (Прага)         | СРСР            | 49–41           | Угорщина        | Чехословаччина  | 91–60           | Болгарія        |
| 1958 | Польща (Лодзь)                 | Болгарія        |                 | СРСР            | Чехословаччина  |                 | Югославія       |
| 1960 | (Софія)                        | СРСР            |                 | Болгарія        | Чехословаччина  |                 | Польща          |
| 1962 | Франція (Мюлуз)                | СРСР            | 63–46           | Чехословаччина  | Болгарія        | 48–36           | Румунія         |
| 1964 | Угорщина                       | СРСР            | 55–53           | Болгарія        | Чехословаччина  | 68–47           | Румунія         |
| 1966 | Румунія                        | СРСР            | 74–66           | Чехословаччина  | НДР             | 65–60           | Румунія         |
| 1968 | Італія                         | СРСР            |                 | Югославія       | Польща          |                 | НДР             |
| 1970 | Нідерланди                     | СРСР            | 94–33           | Франція         | Югославія       | 77–66           | Болгарія        |
| 1972 | Болгарія                       | СРСР            |                 | Болгарія        | Чехословаччина  |                 | Франція         |
| 1974 | Італія                         | СРСР            |                 | Чехословаччина  | Італія          |                 | Угорщина        |
| 1976 | Франція                        | СРСР            |                 | Чехословаччина  | Болгарія        |                 | Франція         |
| 1978 | Польща                         | СРСР            |                 | Югославія       | Чехословаччина  |                 | Франція         |
| 1980 | Югославія                      | СРСР            | 95–49           | Польща          | Югославія       | 61–57           | Чехословаччина  |
| 1981 | Італія                         | СРСР            | 85–42           | Польща          | Чехословаччина  | 76–74           | Югославія       |
| 1983 | Угорщина                       | СРСР            | 91–70           | Болгарія        | Угорщина        | 82–79           | Югославія       |
| 1985 | Італія                         | СРСР            | 103–69          | Болгарія        | Угорщина        | 103–76          | Чехословаччина  |
| 1987 | Іспанія                        | СРСР            | 83–73           | Югославія       | Угорщина        | 75–67           | Чехословаччина  |
| 1989 | Болгарія (Варна)               | СРСР            | 64–61           | Чехословаччина  | Болгарія        | 79–69           | Югославія       |
| 1991 | Ізраїль (Тель-Авів)            | СРСР            | 97–84           | Югославія       | Угорщина        | 65–61           | Болгарія        |
| 1993 | Італія (Перуджа)               | Іспанія         | 63–53           | Франція         | Словаччина      | 68–67           | Італія          |
| 1995 | Чехія (Брно)                   | Україна         | 77–66           | Італія          | Росія           | 69–50           | Словаччина      |
| 1997 | Угорщина                       | Литва           | 72–62           | Словаччина      | Німеччина       | 86–61           | Угорщина        |
| 1999 | Польща                         | Польща          | 59–56           | Франція         | Росія           | 78–49           | Словаччина      |
| 2001 | Франція                        | Франція         | 73–68           | Росія           | Іспанія         | 89–74           | Литва           |
| 2003 | Греція (Патри)                 | Росія           | 59–56           | Чехія           | Іспанія         | 87–81           | Польща          |
| 2005 | Туреччина                      | Чехія           | 72–70           | Росія           | Іспанія         | 83–65           | Литва           |
| 2007 | Італія                         | Росія           | 74–68           | Іспанія         | Білорусь        | 72–63           | Латвія          |
| 2009 | Латвія                         | Франція         | 57–53           | Росія           | Іспанія         | 63–56           | Білорусь        |
| 2011 | Польща                         | Росія           | 59–42           | Туреччина       | Франція         | 63–56           | Чехія           |
| 2013 | Франція                        | Іспанія         | 70–69           | Франція         | Туреччина       | 92–71           | Сербія          |
| 2015 | Угорщина Румунія               | Сербія          | 76–68           | Франція         | Іспанія         | 74–58           | Білорусь        |
| 2017 | Чехія                          | Іспанія         | 71–55           | Франція         | Бельгія         | 78–45           | Греція          |
| 2019 | Латвія Сербія                  | Іспанія         | 86–66           | Франція         | Сербія          | 81–55           | Велика Британія |
| 2021 | Франція Іспанія                | Сербія          | 63–54           | Франція         | Бельгія         | 77–69           | Білорусь        |
| 2023 | Словенія Ізраїль               | Бельгія         | 64–58           | Іспанія         | Франція         | 82–68           | Угорщина        |
| 2025 | Чехія Німеччина Греція Італія  | Бельгія         | 67–65           | Іспанія         | Італія          | 69–54           | Франція         |
| 2027 | Бельгія Фінляндія Литва Швеція |                 | –               |                 |                 | –               |                 |

## Загальна кількість медалей
| Місце                | Країна               | Золото | Срібло | Бронза | Загалом |
| -------------------- | -------------------- | ------ | ------ | ------ | ------- |
| 1                    | СРСР                 | 21     | 1      | 0      | 22      |
| 2                    | Іспанія              | 4      | 3      | 5      | 12      |
| 3                    | Росія                | 3      | 3      | 2      | 8       |
| 4                    | Франція              | 2      | 8      | 2      | 12      |
| 5                    | Бельгія              | 2      | 0      | 2      | 4       |
| 6                    | Сербія               | 2      | 0      | 1      | 3       |
| 7                    | Болгарія             | 1      | 5      | 4      | 10      |
| 8                    | Польща               | 1      | 2      | 2      | 5       |
| 9                    | Італія               | 1      | 1      | 2      | 4       |
| 10                   | Литва                | 1      | 1      | 0      | 2       |
| 10                   | Чехія                | 1      | 1      | 0      | 2       |
| 12                   | Україна              | 1      | 0      | 0      | 1       |
| 13                   | Чехословаччина       | 0      | 7      | 8      | 15      |
| 14                   | Югославія            | 0      | 4      | 2      | 6       |
| 15                   | Угорщина             | 0      | 2      | 5      | 7       |
| 16                   | Словаччина           | 0      | 1      | 1      | 2       |
| 16                   | Туреччина            | 0      | 1      | 1      | 2       |
| 18                   | Білорусь             | 0      | 0      | 1      | 1       |
| 18                   | НДР                  | 0      | 0      | 1      | 1       |
| 18                   | Німеччина            | 0      | 0      | 1      | 1       |
| Загалом (20 збірних) | Загалом (20 збірних) | 40     | 40     | 40     | 120     |